# Xylomancie
La xylomancie est un art présumé divinatoire par l'observation de bois. 
Le mot est constitué des formants "xylo-" et "-mancie", respectivement issus du grec ancien « ξύλον (xulon) / bois et « μαντεία (manteïa) / divination ». 
La xylomancie regroupe plusieurs techniques de divination. Il peut s'agir par exemple de lancer des bâtons magiques et d'interpréter les motifs qu'ils forment en retombant, ou d'évaluer la forme, la position et l'orientation de troncs et branches d'arbres, en place comme tombés, de brindilles sur le sol, ou encore d'étudier l'apparence de morceaux de bois qui brûlent (à ne pas confondre alors avec la pyromancie).